# 阿維薩耶爾·賈西亞
阿維薩耶爾·安東尼奧·賈西亞·亞奎林（西班牙語：Avisaíl Antonio García Yaguarin，1991年6月12日—），為美國職棒大聯盟的右外野手，目前為自由球員。他先前曾效力過老虎、白襪、光芒、釀酒人與馬林魚等隊。

## 職業生涯

### 底特律老虎
2011年球季結束後，賈西亞進入球隊40人名單。2012年8月31日，賈西亞登上大聯盟。該年他繳出3成19的打擊率，因此成功進入季後賽名單內。他在分區賽、聯盟冠軍賽和世界大賽都有登板，季後賽打擊率為2成61。

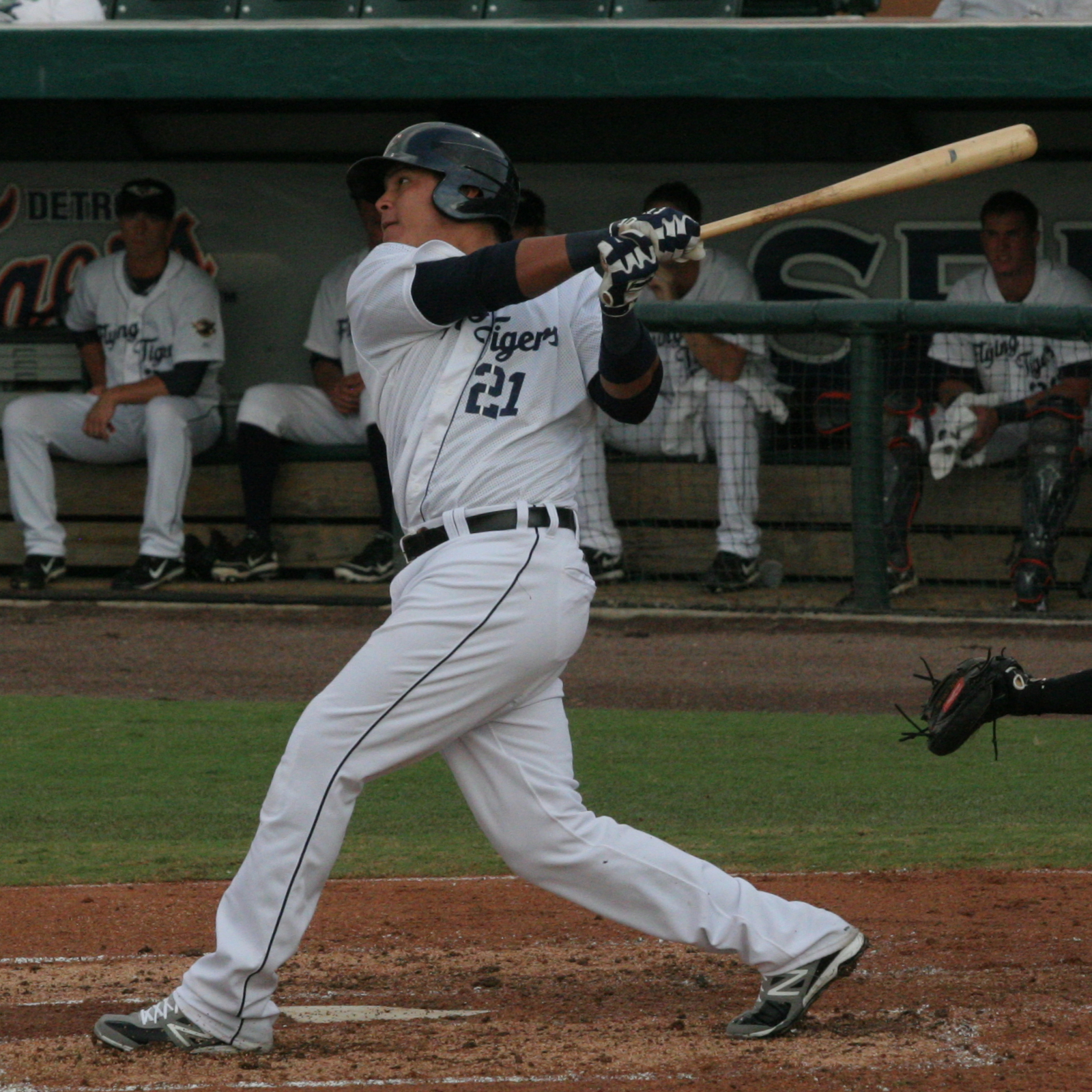
2012年的賈西亞

由於賈西亞的身高、體重和出身都和米格爾·卡布瑞拉相像，因此他也獲得「小卡布」的外號。不過卡布瑞拉的打擊能力仍比賈西亞高上不少。
2013年，賈西亞站穩了老虎外野先發，不過他在3月26日發生腳踝挫傷。之後他因為奧斯丁·傑克森受傷而重返大聯盟，並在5月15日敲出大聯盟首轟。

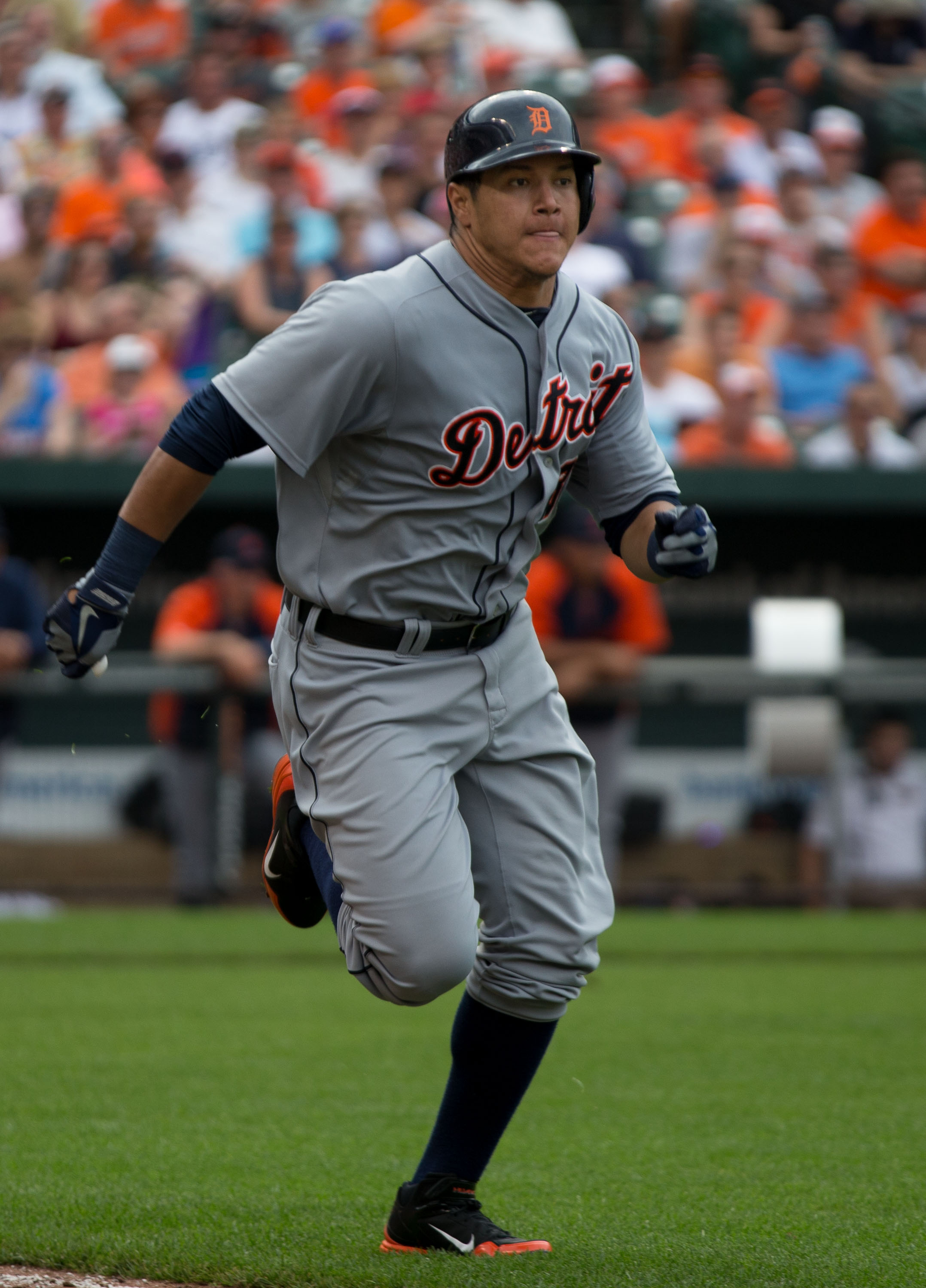
2013年的賈西亞

之後賈西亞多次在大、小聯盟間來回穿梭，7月7日，他在3A達成完全打擊。這年他在老虎隊留下2成41的打擊率。

### 芝加哥白襪
2013年7月30日，老虎將賈西亞交易到白襪，並將傑克·皮維及Brayan Villarreal交易到紅襪。紅襪和白襪分別得到荷西·伊格萊西亞斯和Frankie Montas。賈西亞先在小聯盟繳出3成74的打擊率，因此球隊在交易亞力士·利歐斯後，便將賈西亞升上大聯盟。
2014年4月9日，賈西亞在比賽中因為撲接傷及肩膀。他在隔日進行手術，並準備整季報銷。不過他仍在8月份成功回歸，整季他的打擊率為2成44，並敲出7轟與29分打點。
2015年，賈西亞的打擊率為2成57，並敲出13轟與59分打點。隔年他因為出賽數變少，打擊率為2成45，並敲出12轟與51分打點。球季結束後，他和白襪簽下1年300萬美元的合約。
2017年，賈西亞繳出生涯新高的3成30的打擊率，18轟、75次得分與80分打點也都是生涯新高。這年他迎來了生涯首次明星賽。整季他的場內安打率3成92為全大聯盟最高，其中面對左投的打擊率更是來到4成24。
2018年7月10日，賈西亞傷到大腿後肌，使得他上半季只出賽35場比賽。該年他的打擊率為2成36，並敲出19轟。

### 坦帕灣光芒
2019年1月18日，賈西亞和光芒隊簽下1年600萬美元的合約。這年他的打擊三圍為.282/.332/.464，球季結束後，他成為自由球員。

### 密爾瓦基釀酒人
2019年12月17日，賈西亞以2年2,000萬美元加盟釀酒人。2020年，他出賽53場比賽，打擊率2成36，並敲出2轟與15分打點。

## 外部連結
- 球員資訊和成績在MLB，ESPN，Baseball-Reference，Fangraphs（英文）
- 阿維薩耶爾·賈西亞的X（前Twitter）
- Avisail Garcia 💎🇻🇪的Instagram帳戶